# Austroliabum
Austroliabum es un género de plantas con flores perteneciente a la familia Asteraceae. Comprende 4 especies descritas y de estas, solo 3 aceptadas. Es originario de Sudamérica.

## Taxonomía
El género fue descrito por H.Rob. & Brettell y publicado en Phytologia 28: 48. 1974.	La especie tipo es: Austroliabum candidum (Griseb.) H.Rob. & Brettell

## Especies aceptadas
A continuación se brinda un listado de las especies del género Austroliabum aceptadas hasta julio de 2012, ordenadas alfabéticamente. Para cada una se indica el nombre binomial seguido del autor, abreviado según las convenciones y usos.
- Austroliabum candidum (Griseb.) H.Rob. & Brettell
- Austroliabum eremophilum (Cabrera) H.Rob. & Brettell
- Austroliabum polymnioides (R.E.Fr.) H.Rob. & Brettell